# Klemencja Habsburg
Klemencja Habsburżanka (ur. ok. 1262, zm. luty 1293 w Neapolu) – królewna niemiecka, tytularna królowa Węgier od 1290 r. jako żona Karola Martela, córka Rudolfa I Habsburga i Gertrudy von Hohenberg.
Jesienią 1274 r. posłańcy króla Neapolu udali się do Niemiec, aby poprosić o rękę Klemencji dla Karola Martela, najstarszego syna następcy tronu Karola Kulawego i Marii Arpadówny.  Z powodu śmierci głównego inicjatora tego mariażu papieża Grzegorza X w 1276 r. rozmowy pomiędzy Habsburgami a Andegawenami zostały zawieszone. 
8 lutego 1281 r. w Bolonii Klemencja poślubiła Karola Martela, który w 1290 r. został wybrany królem Węgier.
Klemencja i Karol Martel mieli troje dzieci:
- Karol I Robert (ur. 1288, zm. 16 lipca 1342), król Węgier[3],
- Beatrycze (ur. marzec lub kwiecień 1290, zm. 1343), żona Jana II – delfina Viennois[3],
- Klemencja (ur. 7 lutego 1293, zm. 13 października 1328,  druga żona Ludwika X Kłótliwego – króla Francji i Nawarry[3].